# Conclave de 1700
O Conclave de 1700 foi convocado após a morte do Papa Inocêncio XII. Terminou na eleição de Giovanni Albani como Papa Clemente XI. O conclave viu um aumento no domínio do Colégio dos Cardeais da facção zelanti. Permaneceu um impasse por um mês até a morte do sem filhos, Carlos II de Espanha. Os cardeais eleitores anteciparam que sua morte sem um herdeiro claro causaria uma crise política e passaram a eleger um papa que era visto como não partidário.

## Segundo plano
Durante seu pontificado, Papa Inocêncio XII trabalhou para melhorar as relações com Luís XIV de França. Ele chegou a um acordo com o rei francês, concordando com a confirmação de todos os bispos que Louis havia criado desde 1682 em troca da promessa do rei de não fazê-los respeitar a Declaração do Clero da França .
O Habsburgo Carlos II de Espanha estava morrendo naquele momento e não tinha filhos. A pedido de Carlos, Inocente aconselhou que o trono passasse a Filipe de Anjou, neto de Luís XIV de França, devido ao estreito parentesco entre Luís e Carlos. Philip suceder ao trono espanhol foi visto como uma ameaça ao equilíbrio de poder por outras nações europeias, levando à Guerra da Sucessão Espanhola após a morte de Charles, que ocorreu seis semanas após a própria inocência.
A idade e a saúde de Inocêncio XII haviam sido um assunto de conversa entre os tribunais e cardeais europeus, e quando ele adoeceu em novembro de 1699, as especulações sobre o próximo conclave ficaram mais preocupadas. Apesar disso, a França foi o único grande poder a ter uma política clara em relação ao próximo conclave papal. Tanto a Espanha quanto o Sacro Império Romano foram atolados em extensas conversas em suas capitais, o que causou um atraso em seus embaixadores receberem ordens.

## Conclave
Cinquenta e oito cardeais estavam presentes em 9 de outubro, quando o conclave começou. Como Carlos II estava morrendo naquele momento, os eleitores cardeais da Espanha não tinham certeza de como deveriam votar e não trabalharam em estreita colaboração com eleitores leais ao Sacro Imperador Romano. Desde o início, ficou claro que a morte iminente de Carlos II provavelmente causaria um conclave prolongado, porque seria esperado que o próximo papa respondesse à crise política prevista na Espanha após a morte iminente de Carlos.
Dos cinquenta e oito cardeais presentes no conclave, trinta e um foram considerados parte dos zelanti , com Innocent XII tendo criado dezoito membros do Colégio de Cardeais que foram contados como parte dessa facção. As outras duas facções principais eram as leais ao Imperador Romano Sagrado, que originalmente tinham apenas dois cardeais, mas eventualmente aumentaram para quatro, e os franceses, que tinham cinco cardeais em seu campo.
Galeazzo Marescotti, um membro dos zelanti, foi o primeiro candidato sério proposto duas semanas para o conclave. Ele era aceitável pelos espanhóis, mas era contra os franceses porque eles queriam o novo papa que não era forte. Pietro Ottoboni sugeriu Bandino Panciatici, mas não foi apoiado por monarcas seculares porque havia apoiado a prestação de benefícios a candidatos independentes das autoridades seculares. Giacomo Antonio Morigia era aceitável pelos governantes seculares, mas os zelanti se opunham por falta de experiência governante, além de não ser firme ou ter a energia necessária. Seguindo a proposta desses candidatos, outros surgiram também, mas foram rapidamente rejeitados.

## Eleição de Clemente XI

Brasão papal de Sua Santidade o papa Clemente XI.

O conclave permaneceu em impasse até os eleitores serem informados da morte de Carlos II em novembro. Os eleitores presentes entenderam que, com a morte de Charles, o próximo papa precisaria ser politicamente imparcial, de modo que um membro dos zelanti era o preferido. Giovanni Albani, que havia esboçado o nepotismo ilegal, logo se tornou o principal candidato ao papado.
Os franceses se opuseram inicialmente à eleição de Albani, mas rapidamente abandonaram sua oposição a ele. Ele foi eleito por unanimidade em 23 de novembro de 1700. Ele não tinha certeza se deveria aceitar o papado devido ao fato de ter sobrinhos que suspeitava que ficariam zangados se seguisse o touro do nepotismo. Ele acabou sendo convencido a aceitar o papado pelos teólogos, que lhe disseram que não aceitar uma eleição unânime não seguiria o Espírito Santo.
Albani foi criado como cardeal diácono em 1690 por Alexandre VIII, mas ele não recebeu ordenação no sacerdócio até pouco antes do início do conclave. Albani não era bispo e teve que receber consagração episcopal após sua eleição antes de poder ser coroado papa. Albani havia sido eleito no dia da festa do Papa Clemente I e adotou o nome de Clemente XI para homenagear o santo. Aos cinquenta e um anos, Albani era mais jovem do que qualquer outro papa que havia sido eleito em quase dois séculos. Albani era o candidato dos zelanti neste conclave, e sua eleição representou um sucesso para eles.

## Cardeais participantes
| Concistoro                     | 1700 |
| ------------------------------ | ---- |
| Junho 1653                     | 1    |
| Consistórios de Inocêncio X    | 1    |
| Agosto 1669                    | 2    |
| Novembro 1669                  | 1    |
| Consistórios de Clemente IX    | 3    |
| Dezembro 1670                  | 1    |
| Agosto 1671                    | 1    |
| Fevereiro 1672                 | 2    |
| Junho 1673                     | 1    |
| Maio 1675                      | 2    |
| Consistórios de Clemente X     | 7    |
| Setembro 1681                  | 4    |
| Setembro 1686                  | 12   |
| Consistórios de Inocêncio XI   | 16   |
| Novembro 1689                  | 1    |
| Fevereiro 1690                 | 11   |
| Novembro 1690                  | 2    |
| Consistórios de Alexandre VIII | 14   |
| Dezembro 1695                  | 10   |
| Julho 1697                     | 5    |
| Novembro 1699                  | 7    |
| Junho 1700                     | 3    |
| Consistórios de Inocêncio XII  | 25   |
| Total                          | 66   |

| Criado por                  | Cardeais | Por Cento |
| --------------------------- | -------- | --------- |
| Papa Inocêncio X (IX)       | 01       | 1,52 %    |
| Papa Clemente IX (CIX)      | 03       | 4,55 %    |
| Papa Clemente X (CX)        | 07       | 10,61 %   |
| Papa Inocêncio XI (IXI)     | 016      | 24,24 %   |
| Papa Alexandre VIII (AVIII) | 014      | 21,21 %   |
| Papa Inocêncio XII (IXII)   | 025      | 37,88 %   |
| Total                       | 66       | 100 %     |

### Cardeais Bispos
| Nº | Nome                                                | Consistório   | Papa |
| -- | --------------------------------------------------- | ------------- | ---- |
| 1  | Emmanuel Théodose de La Tour d'Auvergne de Bouillon | Agosto 1669   | CIX  |
| 2  | Nicolò Acciaiuoli                                   | Novembro 1669 | CIX  |
| 3  | Gasparo Carpegna                                    | Dezembro 1670 | CX   |
| 4  | César d'Estrées                                     | Agosto 1671   | CX   |

### Cardeais Presbíteros
| Nº | Nome                                | Consistório    | Papa  |
| -- | ----------------------------------- | -------------- | ----- |
| 5  | Carlo Barberini                     | Junho 1653     | IX    |
| 6  | Vincenzo Maria Orsini, O.P.         | Fevereiro 1672 | CX    |
| 7  | Francesco Nerli                     | Junho 1673     | CX    |
| 8  | Galeazzo Marescotti                 | Maio 1675      | CX    |
| 9  | Fabrizio Spada                      | Maio 1675      | CX    |
| 10 | Giambattista Spinola                | Setembro 1681  | IXI   |
| 11 | Savo Millini                        | Setembro 1681  | IXI   |
| 12 | Marcello Durazzo                    | Setembro 1686  | IXI   |
| 13 | Marcantonio Barbarigo               | Setembro 1686  | IXI   |
| 14 | Etienne Le Camus                    | Setembro 1686  | IXI   |
| 15 | Pier Matteo Petrucci, C.O.          | Setembro 1686  | IXI   |
| 16 | Leandro Colloredo, C.O.             | Setembro 1686  | IXI   |
| 17 | Giovanni Francesco Negroni          | Setembro 1686  | IXI   |
| 18 | Bandino Panciatici                  | Fevereiro 1690 | AVIII |
| 19 | Giacomo Cantelmo                    | Fevereiro 1690 | AVIII |
| 20 | Ferdinando d'Adda                   | Fevereiro 1690 | AVIII |
| 21 | Toussaint de Forbin-Janson          | Fevereiro 1690 | AVIII |
| 22 | Giambattista Rubini                 | Fevereiro 1690 | AVIII |
| 23 | Francesco del Giudice               | Fevereiro 1690 | AVIII |
| 24 | Giambattista Costaguti              | Fevereiro 1690 | AVIII |
| 25 | Giovanni Francesco Albani           | Fevereiro 1690 | AVIII |
| 26 | Sebastiano Antonio Tanara           | Dezembro 1695  | IXII  |
| 27 | Giacomo Boncompagni                 | Dezembro 1695  | IXII  |
| 28 | Taddeo Luigi dal Verme              | Dezembro 1695  | IXII  |
| 29 | Tommaso Maria Ferrari, O.P.         | Dezembro 1695  | IXII  |
| 30 | Giuseppe Sacripante                 | Dezembro 1695  | IXII  |
| 31 | Enrico Noris, O.S.A.                | Dezembro 1695  | IXII  |
| 32 | Gioacomo Antonio Morigia, B.        | Dezembro 1695  | IXII  |
| 33 | Baldassare Cenci                    | Dezembro 1695  | IXII  |
| 34 | Giorgio Cornaro                     | Julho 1697     | IXII  |
| 35 | Pierre-Armand du Cambout de Coislin | Julho 1697     | IXII  |
| 36 | Fabrizio Paolucci                   | Julho 1697     | IXII  |
| 37 | Niccolò Radulovich                  | Novembro 1699  | IXII  |
| 38 | Giuseppe Archinto                   | Novembro 1699  | IXII  |
| 39 | Andrea Santacroce                   | Novembro 1699  | IXII  |
| 40 | Marcello d'Aste                     | Novembro 1699  | IXII  |
| 41 | Daniello Marco Delfino              | Novembro 1699  | IXII  |
| 42 | Giovanni Maria Gabrielli, O.Cist.   | Novembro 1699  | IXII  |
| 43 | Sperello Sperelli                   | Novembro 1699  | IXII  |
| 44 | Louis-Antoine de Noailles           | Junho 1700     | IXII  |
| 45 | Johann Philipp von Lamberg          | Junho 1700     | IXII  |

### Cardeais Diáconos
| Nº | Nome                                    | Consistório    | Papa  |
| -- | --------------------------------------- | -------------- | ----- |
| 46 | Benedetto Pamphili, O.S.Io.Hieros       | Setembro 1681  | IXI   |
| 47 | Fulvio Astalli                          | Setembro 1686  | IXI   |
| 48 | Francisco Maria de Médici               | Setembro 1686  | IXI   |
| 49 | Pietro Ottoboni                         | Novembro 1689  | AVIII |
| 50 | Carlo Bichi                             | Fevereiro 1690 | AVIII |
| 51 | Giuseppe Renato Imperiali               | Fevereiro 1690 | AVIII |
| 52 | Luigi Omodei                            | Fevereiro 1690 | AVIII |
| 53 | Francesco Barberini                     | Novembro 1690  | AVIII |
| 54 | Lorenzo Altieri                         | Novembro 1690  | AVIII |
| 55 | Giambattista Spinola, Jr                | Dezembro 1695  | IXII  |
| 56 | Henrique Alberto de La Grange d'Arquien | Dezembro 1695  | IXII  |
| 57 | Vincenzo Grimani                        | Julho 1697     | IXII  |

## Ausentes
| Nº | Nome                                                 | Consistório    | Papa |
| -- | ---------------------------------------------------- | -------------- | ---- |
| 1  | Luis Manuel Fernández de Portocarrero                | Agosto 1669    | CIX  |
| 2  | Piero de Bonzi                                       | Fevereiro 1672 | CX   |
| 3  | Urbano Sacchetti                                     | Setembro 1681  | IXI  |
| 4  | Leopold Karl von Kollonitsch                         | Setembro 1686  | IXI  |
| 5  | Augustyn Michał Stefan Radziejowski                  | Setembro 1686  | IXI  |
| 6  | Pedro de Salazar Gutiérrez de Toledo, O. de M.       | Setembro 1686  | IXI  |
| 7  | Wilhelm Egon von Fürstenberg                         | Setembro 1686  | IXI  |
| 8  | Luis de Sousa                                        | Julho 1697     | IXII |
| 9  | Francisco Antonio de Borja-Centelles y Ponce de Léon | Junho 1700     | IXII |